# Online e offline

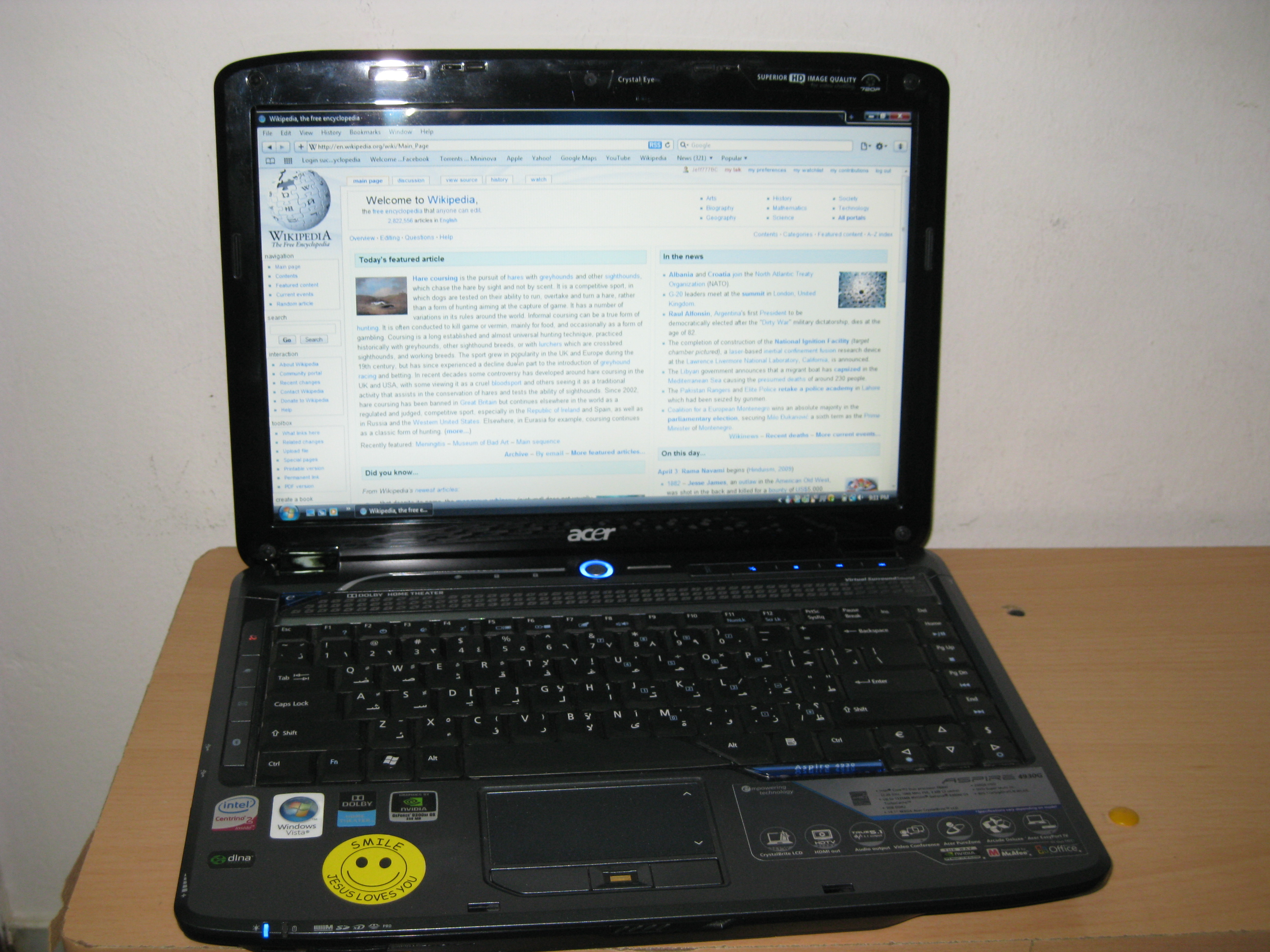
Computador em linha, consultando a Wikipédia.

Uma rede ou sistema, e por extensão o seu utilizador, diz-se em linha quando conectado a uma outra rede ou sistema de comunicações. Opostamente, fora de linha representa a indisponibilidade de acesso, a desconexão. Muito utilizados no passado no ramo das comunicações telefónicas e da radiofonia, a internet trouxe estes termos de novo ao uso corrente, sendo amplamente utilizados pelos internautas.
De notar que as expressões em linha/fora de linha são muitas vezes substituídas pelos anglicismos correspondentes online/offline ou on-line/off-line, sendo que online e on-line já possuem as suas adaptações à Língua Portuguesa, sendo ela onlaine. Essas expressões rapidamente se popularizaram com a expansão de fluxo de dados por meio da internet, ocorrida a partir da década de 1990. Surgem também por vezes substituídas por expressões equivalentes, como por exemplo conectado/desconectado ou ativo/desativo.
Portanto, "on-line" significa "estar disponível ao vivo". No contexto de um sítio informático, significa estar disponível para imediato acesso a uma página de Internet, em tempo real. Na comunicação instantânea, significa estar pronto para a transmissão imediata de dados, seja por meio falado, ou escrito. No contexto de um outro sistema de informação, significa estar em plena operação, de acordo com as funções desempenhadas nessa rede ou sistema.
Para obras como livros, diz-se versão on-line da versão na Internet, em oposição à versão impressa e à eletrônica, em CD. A Wikipédia, por exemplo, só existe on-line, por exemplo. Alguns dicionários são vendidos hoje na versão impressa e acompanhada de CD, tal como o Vocabulário Ortográfico da Língua Portuguesa (VOLP), que existe nas versões impressa e a versão on-line. De notar que é muito mais comum dizer-se "versão digital" do que "versão em linha", ou mesmo do que "versão online". 